# دیوید کورک (بازیکن فوتبال، زاده ۱۹۵۹)
دیوید کورک (انگلیسی: David Cork؛ زادهٔ ۸ اکتبر ۱۹۵۹) بازیکن فوتبال اهل بریتانیا است.
از باشگاه‌هایی که در آن بازی کرده‌است می‌توان به باشگاه فوتبال دونکستر راورز و باشگاه فوتبال منچستر یونایتد اشاره کرد.